# Paweł Grzegorczyk (prawnik)
Paweł Jan Grzegorczyk (ur. 6 lutego 1977 w Poznaniu) – polski prawnik, profesor nauk prawnych, specjalista w zakresie postępowania cywilnego, profesor nadzwyczajny Uniwersytetu im. Adama Mickiewicza w Poznaniu.

## Życiorys
Stopień doktorski uzyskał w 2005 na podstawie pracy pt. Jurysdykcja krajowa w procesie w sprawach z zakresu prawa własności przemysłowej (promotorem był Feliks Zedler). Habilitował się w 2012 na podstawie oceny dorobku naukowego i rozprawy Immunitet państwa w postępowaniu cywilnym. Jego praca doktorska i habilitacyjna zdobyły pierwsze miejsca w corocznym konkursie czasopisma „Państwa i Prawa”. W 2021 otrzymał tytuł profesora nauk prawnych.
Pracuje jako profesor nadzwyczajny w Zakładzie Postępowania Cywilnego Wydziału Prawa i Administracji UAM. Sędzia Sądu Najwyższego (od 2017) oraz członek zespołu prawa procesowego cywilnego Komisji Kodyfikacyjnej Prawa Cywilnego przy Ministrze Sprawiedliwości.

## Wybrane publikacje
- Jurysdykcja krajowa w sprawach z zakresu prawa własności przemysłowej, Warszawa 2007
- Immunitet państwa w postępowaniu cywilnym, Warszawa 2010
- Ustawa o dochodzeniu roszczeń w postępowaniu grupowym – ogólna charakterystyka, Warszawa 2011
- Europejskie prawo procesowe cywilne i kolizyjne (współredaktor wraz z K. Weitzem), Warszawa 2012
- Proces cywilny. Nauka – Kodyfikacja – Praktyka. Księga jubileuszowa dedykowana Profesorowi Feliksowi Zedlerowi (współredaktor wraz z K. Knoppkiem i M. Walasikiem), Warszawa 2012
- ponadto glosy do orzeczeń sądów, rozdziały w pracach zbiorowych i artykuły publikowane w czasopismach prawniczych, m.in. w „Palestrze”, „Państwie i Prawie” oraz „Orzecznictwie Sądów Polskich”[2]

## Odznaczenia
- Odznaka Honorowa za Zasługi dla Rozwoju Gospodarki Rzeczypospolitej Polskiej (2015)[6]